# Miltiades của Athens
Miltiades (/mɪlˈtaɪəˌdiːz/; tiếng Hy Lạp cổ: Μιλτιάδης; c. 550 – 489 TCN), còn được gọi là Miltiades Trẻ, là một công dân, chỉ huy quân sự của Athens, đóng  vai trò lớn trong Trận Marathon. Ông là con trai của Cimon Coalemos.

## Gia đình
Miltiades sinh ra tại Athena và là một thành viên của gia tộc Aeacidae, cũng như một thành viên của gia tộc Philaid. Ông sống đến tuổi trưởng thành trong chế độ chuyên chế của các Peisistratids.
Gia đình ông rất nổi tiếng. Cha của ông đã chiến thắng 3 lần tại Olympic.
Ông được đặt tên theo người chú (Miltiades già), là một nhà vô địch Olympic.

### Trận chiến Marathon

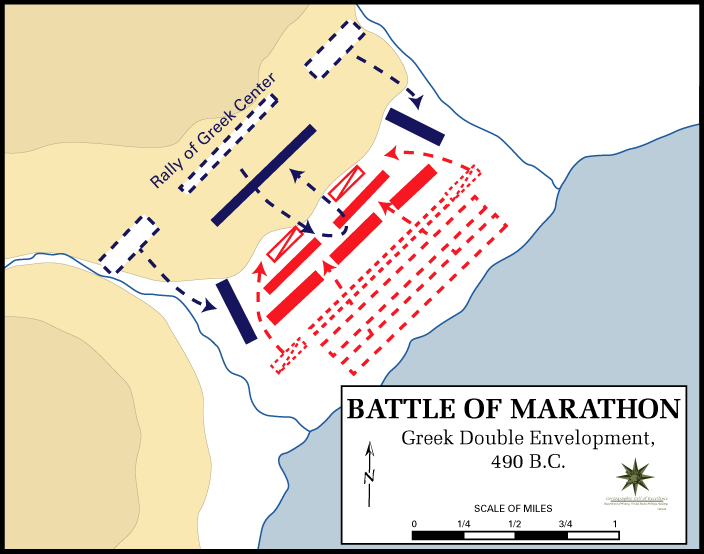
Trận chiến của Marathon

Miltiades là một trong 10 Strategos vào năm 490 trước công nguyên. Trong trận chiến với người Ba Tư, ông cùng với Callimachus chỉ huy đội hình Phalanx của người Hi lạp cổ đại.
Trong cuộc thảo luận trước trận đánh, Ông thuộc phe muốn thực hiện trận đầu tại Marathon, nơi quân Hi lạp triệt tiêu lợi thế lực lượng của quân Ba Tư.
Miltiades sử dụng đội hình Phalanx phi truyền thống, với việc bố trí đội hình dày hơn ở 2 cánh.Sự bố trí này đã nghiền nát 2 cánh của quân Ba Tư, gây nên một bất ngờ lớn (Do đội hình PhaLanx truyền thống dễ bị thọc sườn).Tuy vậy, do Hopilte quá nặng nề và sự thiếu hụt kỵ binh, ông đã không thể truy đuổi tận cùng được quân Ba Tư.